# Polypodiaceae
 (novembre 2017).
Famille
La famille des Polypodiaceae (ou Polypodiacées) regroupe des fougères à port très divers. 
La famille compte environ 50 genres avec environ 1 000 espèces. La plupart sont épiphytes ou épilithes, rarement terrestres poussant sur le sol.
On les trouve dans les climats chauds et humides, le plus souvent en forêt.
Le rhizome est généralement rampant (quelquefois mais rarement érigé), souvent ramifié, ce qui multiplie le nombre de rosettes de frondes. Ces dernières, généralement persistantes, sont simples, ou diversement découpées, et enroulées en crosse à l'état vernal (préfoliaison circinée).

## Étymologie
Le nom vient du genre type Polypodium, dérivé du grec πολύς / polys, beaucoup, et ποδιών / podion, pieds.
(podion), pieds ; littéralement « à pieds multiples », en référence aux rhizomes ramifiés.

## Classification
Les anciennes familles des Drynariaceae, Grammitidaceae, Gymnogrammitidaceae, Loxogrammaceae, Platyceriaceae, Pleursoriopsidaceae sont incluses aujourd'hui dans les Polypodiaceae.

## Liste des genres
- Acrosorus (en)
- Adenophorus (en), Ranker et al., 2003
- Aglaomorpha (en) incl. Photinopteris, Merinthosorus, Pseudodrynaria, Holostachyum; Janssen et Schneider 2005)
- Arthromeris (en)
- Belvisia (en)
- Calymmodon (en)
- Campyloneurum (en) K. Presl
- Caobangia (en)
- Ceradenia (en)
- Christiopteris (es) (Kreier y Schneider, non publié, 2006)
- Chrysogrammitis (es)
- Cochlidium (en)
- Colysis (en)
- Ctenopteris (en) (Ranker et al. 2004)
- Dicranoglossum (es)
- Dictymia
- Drymotaenium (es)
- Drynaria (Janssen y Schneider 2005)
- Enterosora (en)
- Goniophlebium (en) sensu lato
- Grammitis (Ranker et al. 2004)
- Gymnogrammitis (en)
- Kontumia (en)
- Lecanopteris (en) (Haufler et al. 2003)
- Lellingeria (en)
- Lemmaphyllum (en)
- Lepisorus (en) (incl. Platygyria), (J. Sm.) Ching
- Leptochilus
- Lomaria (en)
- Loxogramme (en) (incl. Anarthropteris, Kreier y Schneider en prensa)
- Luisma
- Melpomene
- Microgramma (en) (incl. Drymoglossum), K. Presl
- Micropolypodium (en)  (Ranker et al. 2004)
- Microsorum (en) Link
- Neurodium (es) Fée
- Nevrodium (es) Fée
- Niphidium (en) J. Sm.
- Pecluma (en) M.G. Price
- Phlebodium (en) (R. Br.) J. Sm.
- Phymatosaurus (es) Pichi Sermolli
- Platycerium Desv.
- Pleopeltis (en) Humb. et Bonpl. ex Willd
- Pleurosoriopsis (en)
- Polypodium
- Podosorus (es)
- Pyrrosia Mirb.
- Scleroglossum (es)
- Selliguea (incl. Crypsinus, Polypodiopteris)
- Serpocaulon (en) (Smith et al., en prensa)
- Synammia (es) (Schneider et al. 2004a)
- Terpsichore  (Ranker et al. 2004)
- Zygophlebia (en)